# Campeonato de Primera Fuerza 1928/29
In 1928/29 werd het zevende seizoen gespeeld van het Campeonato de Primera Fuerza, de hoogste amateurklasse van Mexico. Nieuwkomer Marte werd kampioen.

## Eindstand
| Plaats | Club        | Wed. | W | G | V | Saldo | Ptn. |
| ------ | ----------- | ---- | - | - | - | ----- | ---- |
| 1.     | Marte       | 8    | 7 | 0 | 1 | 32:15 | 14   |
| 2.     | Club España | 8    | 6 | 1 | 1 | 21:15 | 13   |
| 3.     | América     | 8    | 5 | 1 | 2 | 31:17 | 11   |
| 4.     | Atlante     | 8    | 5 | 0 | 3 | 26:14 | 10   |
| 5.     | Necaxa      | 8    | 5 | 0 | 3 | 27:24 | 10   |
| 6.     | Asturias    | 8    | 3 | 1 | 4 | 22:25 | 7    |
| 7.     | Germania FV | 8    | 2 | 0 | 6 | 24:30 | 4    |
| 8.     | Aurrerá     | 8    | 0 | 2 | 6 | 16:33 | 2    |
| 9.     | CF México   | 8    | 0 | 1 | 7 | 14:40 | 1    |

|  | Kampioen                              |
|  | Aurrerá werd na dit seizoen ontbonden |

### Kampioen
| Campeonato de Primera Fuerza 1928/29 |
| Mexico                               |
| ------------------------------------ |
| MARTE Kampioen (1° titel)            |

## Topschutters
| Speler          | Speler      | Goals | Club    |
| --------------- | ----------- | ----- | ------- |
| Vlag van Mexico | Nicho Mejia | 12    | Atlante |